# Kamjanka (obwód winnicki)
Kamjanka (ukr. Кам'янка; pol. hist. Majdan Kuryłowiecki) – wieś na Ukrainie, w obwodzie winnickim, rejonie lityńskim.